# حبل سري
الحَبْلُ السُّرِّيُّ هو القناة التي تصل الجنين بالمشيمة داخل الرحم, ووظيفته نقل الفضلات التي تتكون في جسم الجنين إلى دورة الام الدموية. هكذا يفرز من جسم الجنين ثاني اكسيد الكربون ومواد البول. وبعد الولادة تسقط بقاياه بعد عشر أيام ويكون في مكان إزالته السرة
إنَّ طولَ الحَبْلِ السُّرِّيّ عند المولود بعد فترة حمل كاملة يكون عادةً حوالي 50 سم والقطر حوالي 2 سم. هذا القطر يتناقص بسرعة داخل المشيمة.
إنَّ تدفّقَ الدم عن طريق الحَبْلِ السُّرِّيّ يقارب 35 مل بالدقيقة عند الأسبوع 20 من الحمل و240 مل بالدقيقة عند الأسبوع 40. وفقاً لوزن الجنين يكون التدفّق 115مل \ دقيقة\ كغ عند الأسبوع 20 و 64 مل\ دقيقة\ كغ عند الأسبوع 40.
تدفّق الدم من خلال الحبل السري يقارب 35 مل بالدقيقة في الأسبوع 20 و 240مل بالدقيقة في الأسبوع 40 من الحمل. تكيّفاً مع وزن الجنين ذلك يوازي 115مل بالدقيقة لكل كيلوغرام في الأسبوع 20 و 64 مل بالدقيقة لكل كيلوغرام في الأسبوع 40

## التركيب والتطور
يتطور الحبل السري من بقايا الكيس المحّي والكيس العُريني (الألانتواس)، ويحتوي عليهما. يتكوَّن الحبل بحلول الأسبوع الخامس من التطوّر الجنيني، ويحل محل الكيس المحّي كمصدر للمواد الغذائية للجنين. لا يتصل الحبل السري مباشرةً بالجهاز الدوري للأم، بل يرتبط بالمشيمة، التي تنقل المواد من وإلى الدم الأمومي دون السماح بحدوث اختلاط مباشر. يبلغ طول الحبل السري تقريبًا نفس طول الجنين من قمة الرأس إلى العجز طوال فترة الحمل. وفي الولدان مكتملي النمو، يبلغ طول الحبل السري عادةً حوالي 50 سنتيمترًا (20 إنشًا)، وقطره حوالي 2 سنتيمتر (0.79 إنش). ويتناقص هذا القطر بسرعة داخل المشيمة. يتكوَّن الشريان السري التام الانفتاح من طبقتين رئيسيتين: طبقة خارجية تتكوَّن من خلايا عضلية ملساء مرتبة بشكل دائري، وطبقة داخلية تحتوي على خلايا غير منتظمة ومبعثرة نسبيًا، مغمورة في مادة أساسية غزيرة تُظهر صبغة ميتكروماتية. وتُعدّ الخلايا العضلية الملساء في هذه الطبقة ضعيفة التمايز، وتحتوي فقط على عدد قليل من الخيوط العضلية الدقيقة، ولذا فإن من غير المرجح أن تسهم بشكل فعّال في عملية الانغلاق بعد الولادة.
يمكن الكشف عن الحبل السري باستخدام التصوير بالأمواج فوق الصوتية بحلول الأسبوع السادس من الحمل، ويُرى بوضوح تام بين الأسبوعين الثامن والتاسع من الحمل.
تُعدّ بطانة الحبل السري مصدرًا جيدًا للخلايا الجذعية الميزنشيمية والظهارية. وقد استُخدمت الخلايا الجذعية الميزنشيمية المستخلصة من الحبل السري سريريًا في علاج الفُصال العظمي، وأمراض المناعة الذاتية، والعديد من الحالات الأخرى. تشمل مزاياها سهولة الاستخلاص، والقدرة على التكاثر، وامتلاكها خصائص مثبطة للمناعة، مما يحدد إمكانيتها للاستخدام في عمليات الزرع. كما أن استخدامها يتجاوز الاعتراضات الأخلاقية المرتبطة باستخدام الخلايا الجذعية الجنينية.
يحتوي الحبل السري على هُلام وارتون، وهي مادة هلامية تتكوّن في الغالب من السكريات متعددة السكاريد المخاطية تعمل على حماية الأوعية الدموية الموجودة داخله. يحتوي الحبل عادةً على وريد واحد ينقل الدم المؤكسج والغني بالمغذيات إلى الجنين، وشريانين ينقلان الدم غير المؤكسج والفقير بالمغذيات بعيدًا عن الجنين. وفي بعض الحالات، يوجد فقط وعاءان دمويان (وريد واحد وشريان واحد) في الحبل السري. قد يرتبط هذا أحيانًا بتشوهات جنينية، لكنه قد يحدث أيضًا دون وجود مشاكل مصاحبة.
من غير المعتاد أن يحمل الوريد دمًا مؤكسجًا، وأن تحمل الشرايين دمًا غير مؤكسج (والأمثلة الوحيدة الأخرى على ذلك هي الأوردة والشرايين الرئوية التي تربط الرئتين بالقلب). ومع ذلك، فإن هذا النمط في التسمية يعكس حقيقة أن الوريد السري يحمل الدم نحو قلب الجنين، بينما تنقل الشرايين السرية الدم بعيدًا عنه.
يبلغ تدفق الدم عبر الحبل السري حوالي 35 ملليلترًا في الدقيقة عند الأسبوع العشرين من الحمل، ويرتفع إلى حوالي 240 ملليلترًا في الدقيقة عند الأسبوع الأربعين من الحمل. وعند التكيف مع وزن الجنين، يعادل ذلك حوالي 115 ملليلترًا في الدقيقة لكل كيلوجرام عند الأسبوع العشرين، و64 ملليلترًا في الدقيقة لكل كيلوجرام عند الأسبوع الأربعين.
يشير الجزء القريب من الحبل السري إلى المقطع الأقرب إلى الجنين أو الجنين نفسه، وإلى المشيمة، ويقابله الجزء البعيد.

## الوظيفة

### الاتصال بجهاز الدورة الدموية الجنيني

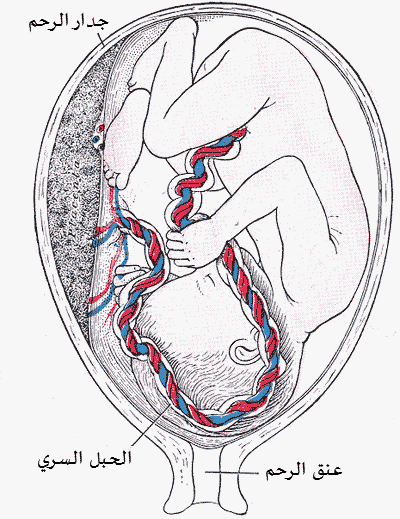
جنين في الرحم مع الحبل السري (باللونين الأزرق والأحمر)

يدخل الحبل السري إلى جسم الجنين عبر جدار البطن، عند النقطة التي ستُصبح لاحقًا – بعد انفصال الحبل – السرة. يتجه الوريد السري داخل جسم الجنين نحو الشق العرضي للكبد، حيث ينقسم إلى فرعين: يتصل أحد هذين الفرعين مع الوريد البابي الكبدي (ويتصل بفرعه الأيسر)، لينقل الدم إلى الكبد، أما الفرع الآخر، المعروف باسم القناة الوريدية ، فيتجاوز الكبد ويتجه مباشرةً إلى الوريد الأجوف السفلي، الذي ينقل الدم نحو القلب. أما الشريانان السريان، فيتفرعان من الشريانين الحرقفيين الداخليين، ويمران على جانبي المثانة البولية نحو الحبل السري، ليكملا الدورة باتجاه المشيمة.

### تبادل الغازات
يفتقر الحبل السري إلى أوعية الأوعية، مما يعني أن الخلايا الموجودة داخل هُلام وارتون تعتمد على الانتشار في الحصول على الغازات والمواد المغذية اللازمة لعملياتها الأيضية. وقد طُرحت فرضية تشير إلى أن هذا النمط من الانتشار قد يفسر استمرار وجود الشريانين السريين، في حين أن الوريد السري الثاني يضمر في وقت مبكر من الحمل. إن وجود شريانين سريين يؤدي إلى زيادة المساحة السطحية لجدران الشرايين (وبالتالي معدل الانتشار) بنسبة تقارب 45٪ مقارنة بشريان سري واحد، مع الحفاظ على نفس معدل التدفق الدموي نحو المشيمة. وقد يوفر ذلك آلية وقائية ثلاثية ضد تأثير تقلصات الرحم أثناء الولادة.
تُسبب تقلصات الرحم اضطرابًا في تدفق الدم الأمومي نحو المشيمة، مما قد يؤدي إلى حدوث حُماض جنيني ضار. وخلال هذه التقلصات، يستمر تدفق الدم عبر الحبل السري، وبالتالي يستمر الانتشار ضمن هُلام وارتون. وتُساهم هذه الاستمرارية في حماية الجنين عبر ثلاث آليات:
- يعمل هُلام وارتون كخزان للأوكسجين، مما يؤخّر بداية الأيض اللاهوائي، وبالتالي يؤخّر حدوث الحُماض الجنيني.
- انتشار ثاني أكسيد الكربون من الدم الجنيني إلى هُلام وارتون يقلّل من زيادة الحموضة في الدم الجنيني، مما يؤخّر كذلك ظهور الحُماض.
- بعد انتهاء التقلص الرحمي، فإن إعادة انتشار ثاني أكسيد الكربون إلى داخل الدم الشرياني الجنيني يُسرّع تعافي الجنين، لأنه يزيد من محتوى ثاني أكسيد الكربون في الدم الداخل إلى المشيمة. ويؤدي ذلك في المشيمة إلى زيادة امتصاص الأوكسجين من الدم الأمومي نتيجة لتأثير بور. وبدوره، فإن ارتفاع كمية الأوكسجين يعزز معدل إزالة ثاني أكسيد الكربون من الأنسجة الجنينية، نتيجة لتأثير هالدين.

وبما أن هذه التأثيرات الثلاثة تعتمد على معدل الانتشار، فإن الخصائص الوقائية تتضاءل لدى الأجنة التي تمتلك شريانًا سريًا واحدًا فقط، مما يُفسّر ارتفاع معدلات المضاعفات لدى هؤلاء الأجنة أثناء الولادة.

### التغيرات بعد الولادة
بعد الولادة، يجف جزء الحبل السري المتبقي (السرة) ويسقط عادةً في غضون ثلاثة أسابيع من عمر الطفل. وإذا لم ينفصل هذا الجزء بعد مرور ثلاثة أسابيع، فقد يكون ذلك مؤشرًا على مشكلة كامنة، مثل عدوى أو اضطراب في جهاز المناعة. يحدث انغلاق فسيولوجي للحبل السري بعد الولادة بفترة وجيزة في غياب التدخلات الخارجية، ويُفسَّر ذلك من خلال تورّم وانكماش هُلام وارتون استجابةً لانخفاض درجة الحرارة، بالإضافة إلى تقبض الأوعية الدموية نتيجة لانقباض العضلات الملساء. يؤدي ذلك فعليًا إلى تكوُّن مِشبك طبيعي يوقف تدفق الدم. عند التعرض للهواء بدرجة حرارة 18 درجة مئوية، يستغرق هذا الانغلاق الفسيولوجي عادةً ثلاث دقائق أو أقل. أما في حالات الولادة داخل الماء، حيث تكون درجة حرارة الماء قريبة من درجة حرارة الجسم، فقد تستمر النبضات الطبيعية في الحبل السري لمدة خمس دقائق أو أكثر.
يحدث إغلاق الشريان السري من خلال تقبّض وعائي تدريجي يتكوّن من عدة مواضع تضيق، تزداد في العدد والدرجة مع مرور الوقت. وتظهر مقاطع متوسعة بين هذه التضييقات، تحتوي على دم غير متخثّر محصور، قبل حدوث الإغلاق الكامل. ويتم إنتاج كل من التضيق الجزئي والانغلاق النهائي بشكل رئيسي بواسطة الخلايا العضلية في الطبقة الدائرية الخارجية. أما الطبقة الداخلية، فيبدو أنها تعمل بشكل أساسي كنسيج مرن قابل للانزلاق طوليًا، ثم يطوى داخل التجويف المتضيق لاستكمال عملية الإغلاق. يُعتقد أن الإغلاق التقلصي هذا يتم بوساطة السيروتونين والثرومبوكسان A2 . وتُظهر الشرايين في الحبال السرية للأطفال الخدّج استجابة أقوى لـ الأنجيوتنسين II وحمض الأراكيدونيك، كما تكون أكثر حساسية للأوكسيتوسين مقارنةً بتلك الموجودة لدى المواليد مكتملي النمو. وعلى النقيض من مساهمة هُلام وارتون في الانغلاق، فإن البرودة تؤدي فقط إلى تقبض مؤقت للأوعية الدموية.
داخل جسم الطفل، ينغلق كل من الوريد السري والقناة الوريدية، ويتحوّلان إلى بقايا ليفية تُعرف باسم الرباط المدور للكبد والرباط الوريدي على التوالي. كما تنغلق أجزاء من كل شريان سري، وتتحلل إلى ما يُعرف باسم الأربطة السرية الإنسية، في حين تُحتفظ الأجزاء المتبقية منها كجزء فعّال من الجهاز الدوري.